# 僕も私もジャイアンツナイター
僕も私もジャイアンツナイター（ぼくも・わたしも・ジャイアンツナイター）は、2013年度の火曜日-金曜日のラジオ日本ジャイアンツナイター（またはラジオ日本マリーンズナイター）、ぎふチャンラジオダイナミックナイター、ラジオ関西ジャイアンツナイターの以上各番組において雨天中止や当初から試合の放送が予定されていない日に放送される予備番組（レインコート番組）である。ここでは、2012・13年度後半のナイターオフシーズン火曜日-木曜日に放送された「オフもわいわい!ジャイアンツナイター」（ラジオ関西は非放送）についても説明する。

## 僕も私もジャイアンツナイター

### 概要
- 2012年まで放送されていた「応援ラジオ・どんまい!」（2012年度は「くず哲也のどんまい!!」）の体裁を踏襲してリニューアルしたものである。
- タイトルの通り読売ジャイアンツの試合速報や雨天中止時・移動日の選手の表情を伝えるほか、そのほかのプロ野球ナイター速報・スポーツ・エンターテインメントのニュース・情報や軽音楽を届ける。
- なお、この体裁での放送は2013年シーズンのみとなり、2014年は代わって「激闘!麻布台スタジアム」が放送されている。

### パーソナリティー
- 火曜日　くず哲也
- 水曜日・木曜日・金曜日　主にラジオ日本ジャイアンツナイターを担当するスポーツアナウンサーが日替わりで担当

### 放送日時
- 火曜日-金曜日のナイター雨天中止時・または当初からナイターの放送予定カードがない日　17時55分から21時生放送
  - ラジオ関西についてはナイター雨天中止時のみ（番組表では「ベースボール・ダービー」と表記されているが、実際には当番組を放送しており、スタジオのアナウンサーも「僕も私もジャイアンツナイターを放送いたします」と述べている）で、元から放送予定がない場合は別番組を放送する

## オフもわいわい!ジャイアンツナイター

### 概要
- 上記のナイターシーズン中の番組の体裁をそのまま生かす形で、2012・13年度のシーズンオフは「オフもわいわい!ジャイアンツナイター」と題して、「スポーツ&○○」をコンセプトに日替わりのテーマを決めて、ジャイアンツ情報やスポーツニュース、更に日替わりのジャンル別特集を展開した。

### パーソナリティー
2012年度
- 火曜日　内藤博之、くず哲也、カントリーズ
- 水曜日　小林幸明、青春ダーツ、Yukky
- 木曜日　細淵武揚、高倉亨（報道解説委員）、たぬポン吉

2013年度
- 火曜日　くず哲也、小川麻希
- 水曜日　内藤博之、鈴谷優子、カントリーズ
- 木曜日　小林幸明、鈴谷優子、青春ダーツ
- 金曜日　矢田雄二郎、鈴谷優子、高倉亨（報道解説委員）、たぬポン吉

### 日替わりのテーマ

#### 2012年度
- 火曜日　「スポーツ&エンターテインメント・カルチャー」　最新の映画・音楽などのエンターテインメント情報を提供する。またカントリーズはスポーツニュースを基として漫才を創作する。
- 水曜日　「スポーツ&グルメファイト」　料理・グルメに関する話題を取り上げ、小林が各地で行われる物産展や駅弁フェアなどで購入した旬のグルメなどを取り上げる。
- 木曜日　「スポーツ&爆発ジャーナリスティック」　最近の政治・社会・国際問題などに鋭いメスを入れ、細渕と高倉が徹底分析する。

#### 2013年度
- 火曜日　「スポーツとエンターテインメント」（体裁は2012年度にほぼ同じ）
- 水曜日　「スポーツとお笑いとダジャレ」　毎回テーマを決めてダジャレを募集し、優秀なリスナーには賞金を贈呈。またカントリーズによる即興漫才も行う
- 木曜日　「スポーツとお笑いとグルメ」　体裁は2012年度の水曜日にほぼ同じだが、新たに「ビジュアル魂」と題し、いわゆるビジュアル系のインディーズロックバンドを取り上げるコーナーが新設される
- 金曜日　「スポーツと井戸端ラジオ」　体裁は2012年度の木曜日にほぼ同じだが、新たに競馬やギャンブルについての話題「一攫千金!値千金!」のコーナーが新設される

### 放送時間
2012年度
- 火曜日-木曜日　18:00-21:00　RFラジオ日本・ぎふチャンラジオ同時ネット

2013年度
- 火曜日-金曜日　18:00-21:00　RFラジオ日本・ぎふチャンラジオ同時ネット